# (19969) Davidfreedman
(19969) Davidfreedman ist ein Asteroid des Hauptgürtels, der am 11. August 1988 vom US-amerikanischen Soziologen und Astronomen Andrew J. Noymer am Siding-Spring-Observatorium (IAU-Code 413) in der Nähe von Coonabarabran in Australien entdeckt wurde.
Der Himmelskörper wurde am 13. April 2006 nach dem kanadisch-US-amerikanischen angewandten und mathematischen Statistiker David A. Freedman (1938–2008) benannt, der als Professor für Statistik an der University of California, Berkeley lehrte  und 2003 mit dem John J. Carty Award ausgezeichnet wurde.